# Tamora Pierce

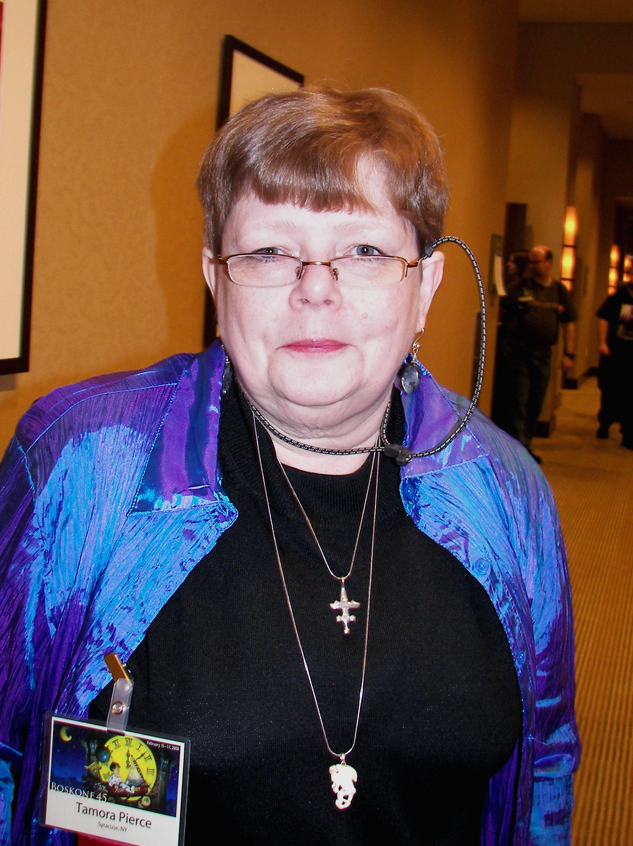
Tamora Pierce em 2008

Tamora Pierce é uma autora americana. Ela nasceu em Connellsville, Pensilvânia, em 13 de dezembro de 1954. Tamora Pierce é filha de Wayne Pierce e Jacqueline Pierce, mas seus pais se divorciaram. Sua família mudou-se várias vezes da Pensilvânia para a Califórnia. Tamora adorava ler livros quando criança e começou a escrever histórias quando estava na 6ª série. Quando ela era adolescente, ela parou de escrever. Um de seus professores a motivou a continuar escrevendo e ela começou a escrever novamente quando adulta.

## Escrita
Tamora Pierce escreve principalmente livros de fantasia, mas às vezes livros históricos . Ela gosta de escrever séries por causa de como o leitor consegue conviver com os personagens. Ela gosta de escrever livros para adolescentes. Muitos de seus livros foram traduzidos para o alemão, dinamarquês e espanhol.

## Vida pessoal
Tamora mora em Nova York, Nova York com o marido, 4 gatos, periquito e, às vezes, animais resgatados. Ela está interessada em muitos tópicos que às vezes são incluídos em sua escrita. Alguns tópicos que ela está interessada em nossa cultura, crime, vida selvagem, natureza, eventos históricos e muito mais.

## Livros

### Canção da Leoa
- Alanna: A Primeira Aventura (1983)
- Nas mãos da Deusa (1984)
- A mulher que cavalga como um homem (1986)
- Leoa desenfreada (1988)

### Círculo de Magia
- Wolf-Speaker (1994)
- O Imperador Mago (1995)
- Os Reinos dos Deuses (1996)

### Os Imortais
- O Livro de Sandry (1996)
- O Livro de Tris (1998)
- O Livro de Daja (1998)
- Livro de Briar (1999)

### Beka Cooper
- Terrier (2006)
- Cão de Caça (2009)
- Mastim (2011)

### Protetor dos Pequenos
- Primeiro Teste (1999)
- Página (2000)
- Escudeiro (2001)
- Lady Knight (2002)

### Círculo Abre
- Passos Mágicos (2000)
- Rua Mágica (2001)
- Fogo Frio (2002)
- Vidro Despedaçado (2003)
- A Vontade da Imperatriz: O Círculo Reforjado (2005)
- Pedras Derretidas (2008)
- Magia de Batalha (2013)

## Prêmios

### Alanna: A Primeira Aventura
- Citação do autor, Alumni Association of the New Jersey Institute of Technology, 1984

### Na Mão da Deusa
- SchulerExpress ZDF Preis (Alemanha), 1985
- Indicação ao South Carolina Children's Book Award, 1985-86

### Lobo Locutor
- Livros infantis best-seller, livreiro e editor australiano, 1995

### O Imperador Mago
- Lista dos melhores livros para jovens adultos, Biblioteca Estadual do Havaí,
- Lista de Melhor Ficção Científica, Fantasia e Terror, Voice of Youth Advocates, ambos de 1995,
- Lista de melhores livros para jovens adultos, American Library Association, 1996

### Os Reinos dos Deuses
- Lista de Melhor Ficção Científica, Fantasia e Terror, Voice of Youth Advocates, 1996
- Lista dos melhores livros para adolescentes, Biblioteca Pública de Nova York